# Old Age
«Old Age» es una canción de la banda de grunge Nirvana. Por años, solo fue conocida como una canción de Hole , que apareció por primera vez como "cara b" de un sencillo de 1993 "Beautiful Son", y de nuevo en la compilación de 1997, My Body, The Hand Grenade. Luego, en 1998, un casete de la canción interpretada por Nirvana fue enviado a The Stranger, un periódico de Seattle. El demo fue grabado en marzo de 1991, como parte de un demo para el productor Butch Vig (que produjo el segundo álbum de la banda, Nevermind, posteriormente el mismo año), y parecía contradecir el veredicto "oficial" de que la canción era una composición de Courtney Love. En un artículo de The Stranger escrito por Kathleen Wilson después de la aparición del casete, el bajista de Nirvana Krist Novoselic confirmó que "Old Age" era "una canción de Nirvana ".

## Historia de la canción
Ahora se sabe que Kurt Cobain, cantante y guitarrista de la banda, escribió "Old Age" en 1990 o a comienzos de 1991, y luego le "dio" la canción a Love (con la que se casó en 1992). Se intentó grabar durante las sesiones de Nevermind, con instrumentales en vivo. y algunas vocales grabadas, pero Cobain nunca intentó terminar las vocales. Esta versión nunca completada fue lanzada en el box set With the Lights Out, en el 2004, y en el álbum de compilación Sliver - The Best of the Box, en el 2005.
Aparte de estas dos versiones, se sabe que otra versión existe, una demo casera acústica hecho por Cobain, que apareció por primera vez en Internet en 1999. Su autenticidad fue contestada al principio, pero 5 años después, un MP3 de la demo fue enviada por el website Live Nirvana a "un 'panel' de conocidos de la banda" - incluyendo al exguitarrista de Hole Eric Erlandson - que confirmó que sí era una grabación de Cobain. Erlandson cree que fue grabado como una demo para Love, que luego trabajó en la música y la letra en Otoño de 1992, cuando fue grabada por Hole.
Fue considerada para ser tocada en el MTV Unplugged del año 1993 pero al final fue sacada de la lista de canciones.